# 索尔·阿伦·克里普克
索尔·阿伦·克里普克（英語：Saul Aaron Kripke，/ˈkrɪpki/，音“克里普基”，1940年11月13日—2022年9月15日），美国逻辑学家和哲学家，模态逻辑语义学创始人之一，指称因果-历史论首倡者之一。

## 生平
索尔·克里普克1940年11月出生于美国内布拉斯加州奥马哈的猶太人家庭，父亲迈尔·塞缪尔·克里普克是当地圣会领袖，母亲是儿童读物作家。克里普克是三个子女中的长子，从小便被冠以神童之名。克里普克六岁时开始自学古希伯来语；九岁通读莎士比亚的作品，小学毕业前他就已经相当了解笛卡尔的理论，且展现了极高的数学天赋。克里普克在十六歲時写了模态逻辑语义学方面的论文，被一些重要的逻辑学家认为是一篇有创见的可能是来自普林斯顿的博士论文。1958年高中毕业后，克里普克进入哈佛大学学习，后获数学学士学位。

## 概述
哲学史上向来认为，凡先验的即是必然的，凡后验的均为偶然的。克里普克则指出，先验之于必然一如认识论之于形而上学，不仅有后验必然的知识，同样有先验偶然的知识。这就是作者向传统理论提出严重挑战的先验偶然和后验必然的理论。
克里普克的一个特点是他几乎从不动笔著文，已出版的著作包括《命名与必然性》、《同一性与必然性》、《真理论概要》等。
2001年，克里普克获得肖克奖（逻辑和哲学奖）。

## 工作
克里普克先后任教于哈佛大学、哥伦比亚大学、康奈尔大学和洛克菲勒大学，1977年任普林斯顿大学哲学教授，后升任麦科什讲座哲学教授，现任职于纽约城市大学研究生中心。
克里普克主要贡献有：
- 克里普克语义
- 命名与必然性
- 克里普克斯坦，即克里普克对维特根斯坦的阐释
- 克里普克真值理论

## 著述
- 《命名与必然性》（Naming and Necessity，1980）
- 《维特根斯坦关于规则与私有语言》，1982
- 《一种真理论的概要》（1975）
- 《说话者指称和语义学指称》（1977）
- 《关于信念的疑难》（1977）
- 《弗雷格的涵义和指称理论：一些解释性评注》（2008）
- 《哲学难题》（2011）

## 奖项和荣誉称号
- 傅爾布萊特計畫學者 (1962–1963)
- Society of Fellows, Harvard University (1963–1966)
- Doctor of Humane Letters, honorary degree, University of Nebraska, 1977
- Fellow, American Academy of Arts and Sciences (1978–)
- Corresponding Fellow, British Academy (1985–)
- Howard Behrman Award, Princeton University, 1988
- Fellow, Academia Scientiarumet Artium Europaea (1993–)
- Doctor of Humane Letters, honorary degree, Johns Hopkins University, 1997
- Doctor of Humane Letters, honorary degree, University of Haifa, Israel, 1998
- Fellow, Norwegian Academy of Sciences (2000–)
- Schock Prize in Logic and Philosophy, Swedish Academy of Sciences, 2001
- Doctor of Humane Letters, honorary degree, University of Pennsylvania, 2005
- Fellow, American Philosophical Society (2005–)